# پت مک‌کورمیک (بازیگر)
پت مک‌کورمیک (انگلیسی: Pat McCormick; ۳۰ ژوئن ۱۹۲۷ – ۲۹ ژوئیهٔ ۲۰۰۵) بازیگر اهل ایالات متحده آمریکا بود. وی بین سال‌های ۱۹۵۷ تا ۱۹۹۷ میلادی فعالیت می‌کرد.
از فیلم‌ها یا برنامه‌های تلویزیونی که وی در آن نقش داشته‌است می‌توان به اسموکی و بندیت، بوفالو بیل و سرخپوستان، یا درس تاریخ گاو نشسته، یک عروسی، تد و ونوس، زیر رنگین‌کمان و شکار لاشخور اشاره کرد.
وی همچنین برندهٔ جوایزی همچون جایزه انجمن نویسندگان آمریکا شده‌است.